# Olivone
Olivone est une localité et une ancienne commune suisse du canton du Tessin, située dans le district de Blenio.
Elle a fusionné avec les communes d'Aquila, Campo, Ghirone et Torre le 22 octobre 2006 pour former la commune de Blenio.

## Géographie

Vue aérienne de 2200 m par Walter Mittelholzer (1923).

Olivone se situe à environ 900 m d'altitude dans la « vallée de Blenio » (valle di Blenio) qui culmine au col du Lukmanier, au-delà duquel commence la vallée grisonne de l'Hinterrheintal. Grâce à son orientation nord-sud entre Biasca et Olivone, la vallée est très ensoleillée ; pour cela elle est également appelée « vallée du soleil » (valle del sole). Pour cette raison un soleil à sept rayons est représenté sur les armoiries de Olivone. Une vallée latérale rejoint la Valle di Blenio par l'est : la Val di Campo.

## Religion

### San Martino de Olivone

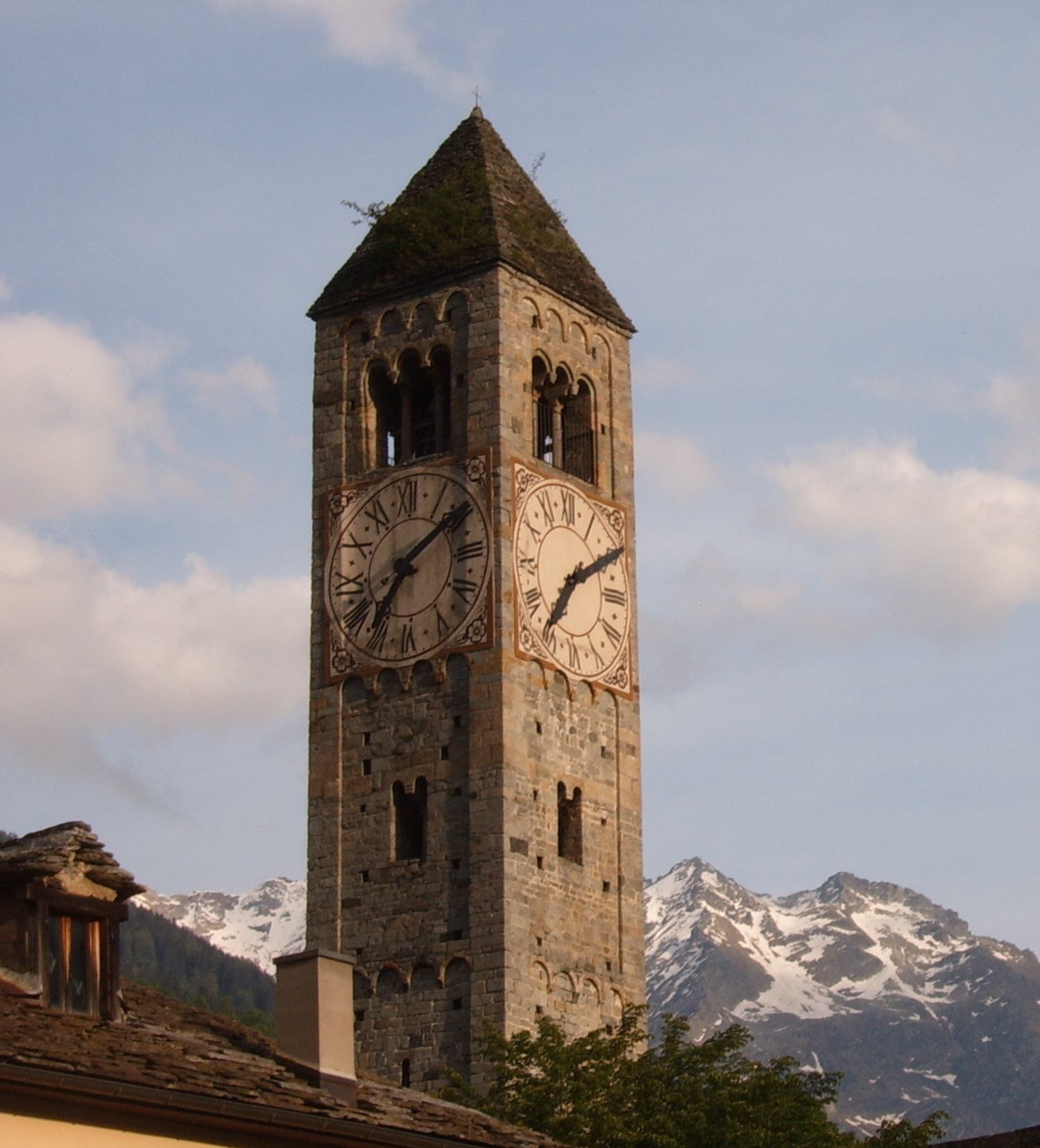
Clocher de l'église San Martino de Olivone.

Anciennement San Colombano de Scona, cette église est un édifice roman posthume tel qu'il en témoigne le haut clocher lisse, ouvert au sommet aux quatre côtés par trois fenêtres jumelées à arc rond. L'église, elle, a été reconstruite vers le milieu du XVIIe siècle mais la première existe depuis 1136. Le clocher, dernier témoin de cette première église romane, a cinq étages, l'avant-dernier présente deux fenêtres jumelées de chaque côté, alors que le dernier en a trois. Les petites colonnes les séparant sont munies de chapiteaux ornés par une grande variété de têtes, échancrures, feuilles et silhouettes. Le chœur de l'église est polygonal. Aux côtés de l'autel en bois doré il y a les peintures représentant saint Ambroise, saint Charles et saint Martin, en habits pontificaux. Sur la riche corniche quatre grandes figures féminines symbolisant la vertu et de nombreux petits anges contribuent à la décoration gaie des stucs baroques. Aux côtés de l'arc triomphant il y a les autels en stuc de la Vierge et de saint Antoine.

## Tourisme
En été, Olivone est le point de départ de nombreuses excursions et randonnées pédestres ou en VTT. 500 km de chemins de randonnée - souvent d'anciens sentiers muletiers - et de nombreuses routes parcourent la Valle di Blenio et mènent aux vallées environnantes, au barrage de Luzzone ou à l'impressionnante étendue déserte de la Greina (it).
En hiver, il est possible de faire du ski au petit domaine proche de Campo Blenio qui comporte trois remontées mécaniques et quelques pistes plutôt adaptées à skieurs et snowboarders débutants. Plusieurs chemins de raquettes et des pistes de ski de fond existent également.